# Giulio Ajani
Giulio Ajani, o Aiani (Roma, 23 marzo 1835 – Saliceta San Giuliano, 7 febbraio 1890), è stato un patriota e imprenditore italiano.

## Biografia

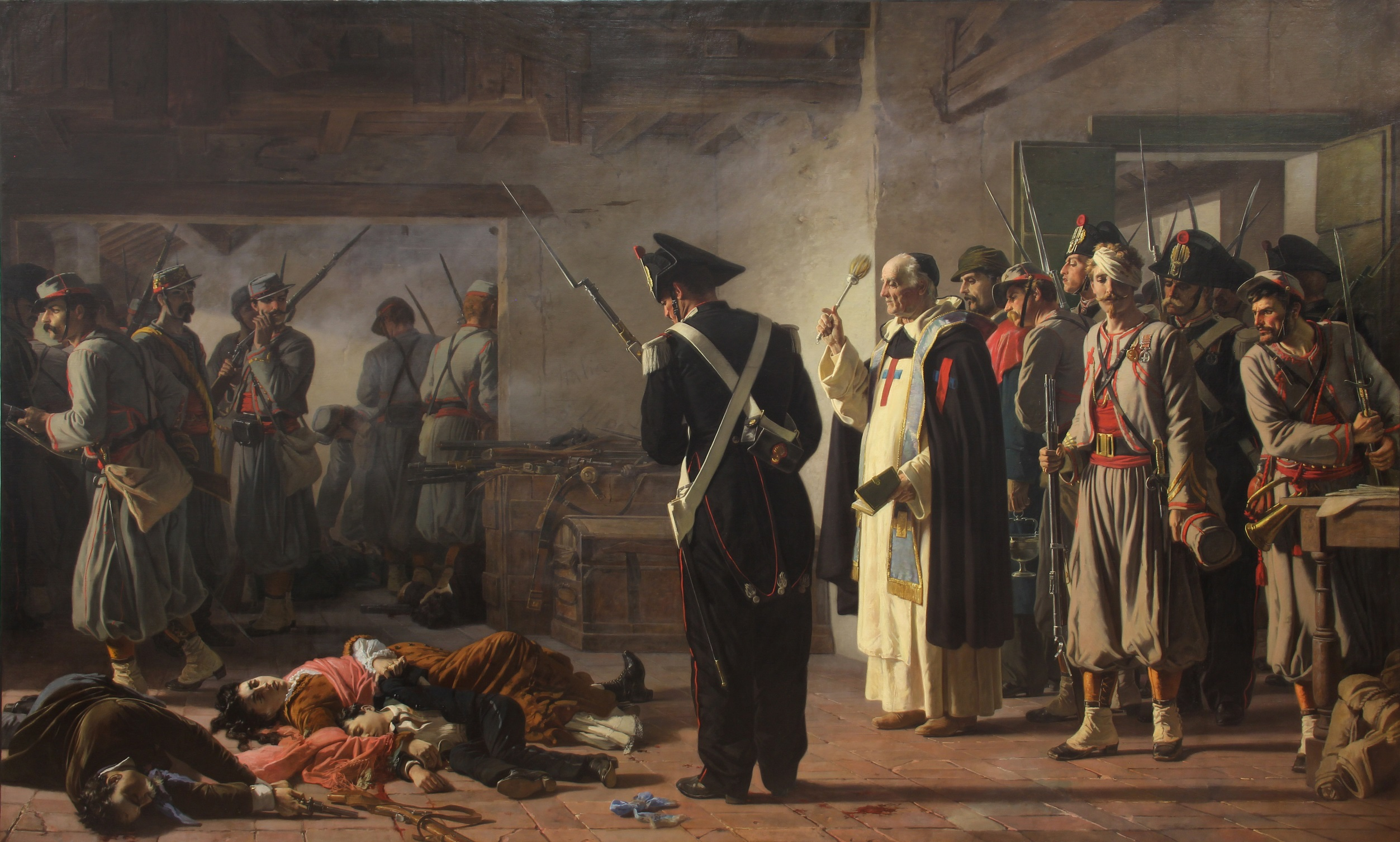
Carlo Ademollo, Eccidio del lanificio Aiani (1880), Museo del Risorgimento di Milano

Affiliato all'Associazione italiana, di cui fu eletto caposquadra nel 1854 o nel 1855 e probabilmente anche alla massoneria, proprietario di un lanificio in via della Lungaretta a Roma, ne fece il centro clandestino del moto insurrezionale che nell'ottobre 1867 doveva appoggiare l'ingresso a Roma della colonna comandata dai fratelli Cairoli (scontro di Villa Glori).
Preparò nel lanificio armi e munizioni. Dopo l'intervento degli zuavi e dei gendarmi pontifici che provocò l'eccidio di "casa Aiani", nel quale trovarono la morte fra gli altri Francesco Arquati, ex proprietario del lanificio e suo direttore, la moglie Giuditta e il loro figlio dodicenne (25 ottobre 1867), Aiani fu ferito e imprigionato.
Nel processo rivendicò di aver agito in favore della nazione italiana, fu condannato a morte insieme a Pietro Luzzi (10 dicembre 1868), ma il 20 febbraio 1869 ebbe commutata la pena nell'ergastolo.
Nel 1870 uscì di prigione, ma poiché il suo lanificio era andato distrutto, visse in miseria.
Nel 1880 ottenne la direzione del lanificio della casa penale di Saliceta San Giuliano di Modena, dove rimase fino alla morte.